# Isabela (telenovela ecuatoriana)
Isabela (producción de Ecuavisa, 1992-1993) fue una telenovela ecuatoriana de 100 episodios aproximadamente, escrita por María Antonieta Gómez y Antonieta Gutiérrez, producida por Juan Xavier Borja y dirigida por Marcelo del Pozo. 
Protagonizada por Jaime Araque y María Sol Corral con la actuación antagónica de Adriana Manzo. El tema principal de esta telenovela (Seguramente tú), le dio éxito al actor, cantante y artista del momento José María Bacchelli.

## Sinopsis
Isabela, (Maria Sol Corral) es una bella mujer, que es el eje de un escaparate de pasiones intrínsecas que narran un drama tan intenso como las emociones de sus personajes. 
Isabela está casada con un empresario que es secuestrado en medio de la selva por las FARC de Colombia, Isabela queda sola y preocupada por la seguridad de su esposo, esperando tener alguna noticia de él. En medio de esta confusión llega a Guayaquil, el famoso cantante internacional Daniel Espinosa (Jaime Araque). Isabela y Daniel, quien es el artista sensación del momento, se conocen por una coincidencia fortuita y se enamoran perdidamente el uno del otro. Presumiendo que el destino de su marido sería el de jamás regresar a casa, ella decide casarse con Daniel y formar una familia. Sin embargo, el primer esposo de Isabela aparece 5 años después, y las cosas se complican al ver a su esposa con otro hombre. El drama aumenta aún más cuando también aparece en escena la esposa de Daniel, quien amenaza con destruir su nueva relación. El escenario es convertido ahora en una encrucijada sentimental salpicada de hostilidad y disputas.

## Elenco
- María Sol Corral - Isabela
- Jaime Araque - Daniel Espinosa
- Adriana Manzo
- Gonzalo Samper
- Xavier Pimentel
- Laura Suárez
- Elba Alcandré
- Narcisa Zambrano
- Antonio Aguirre
- Mercedes Mendoza
- Miguel Ángel Albornoz
- Antonio Santos
- Saudade Moy-Sang
- Sirley Pastor
- Antonio Bellolio
- Xonia Varela
- Enrico Cardelli
- José María Bachelli
- Luis Alberto Serrado
- Gianella Avellaneda
- Marcos Espín
- Enrique Delgado
- Jaime Bonelli
- Juvenal Ortíz
- Lisette Akel
- Catalina de la Cuadra
- Roland Devetak
- Roland Rachel
- Rosalía Cáceres
- Johnny Sotomayor Jr.
- María Clara Triviño
- Mariem Manzur
- Jennifer Oeschle
- Marisela Gómez
- Carlos Delgado
- Jéssica Bermúdez[1][2]
- Angelo Barahona
- Prisca Bustamante
- Amparo Guillén
- Gabriela Billotti
- Rafael Gallo
- Elvira Carbo
- Blanca Varela
- Margarita Cedeño
- William Henríquez
- Paco Varela